# Videogiochi nel 1979

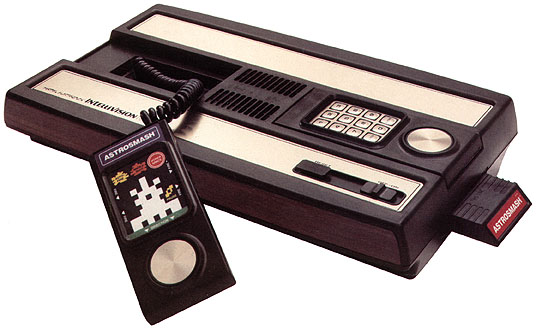
Intellivision

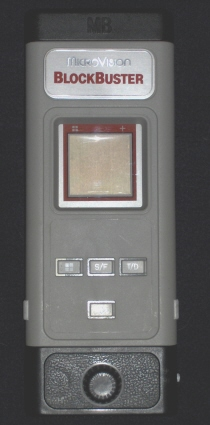
Microvision

Eventi rilevanti avvenuti nell'industria dei videogiochi nel 1979. 
Per un elenco delle voci su giochi usciti nell'anno vedi Categoria:Videogiochi del 1979.

## Eventi
- 30 maggio — Viene fondata la Japan Capsule Computers
- 22 giugno — Viene fondata l'Infocom
- ottobre — Namco pubblica Galaxian[1], primo videogioco ad usufruire della combinazione di colori RGB
- 1º ottobre — fondazione dell'Activision[2].
- novembre — Atari presenta il videogioco Asteroids[1].
- Mattel mette in vendita la console Intellivision a Fresno (California) per testare il mercato. La commercializzazione su vasta scala avverrà l'anno successivo.
- Texas Instruments produce il computer TI-99/4.
- Warner Communications' Atari crea il dispositivo portatile Cosmos (non messo in vendita).
- Milton Bradley Company mette il vendita Microvision la prima console portatile.
- APF Electronics Inc messe in vendita la console APF Imagination Machine.
- Atari presenta Star Raiders[1].
- Esce Adventure per Atari 2600, considerato la prima avventura dinamica e il primo videogioco con un easter egg.